# Alexandria Perkins
Alexandria Perkins (Southport, 27 luglio 2000) è una nuotatrice australiana.

## Carriera
Specializzata nello stile libero e nella farfalla, ha vinto la medaglia d'argento nella staffetta 4x100 metri misti alle Olimpiadi di Parigi 2024. Ai mondiali in vasca corta di Budapest dello stesso anno vince le sue prime medaglie individuali, salendo sul terzo gradino del podio nei 50 e nei 100 metri farfalla e siglando i nuovi record continentali sulle distanze (rispettivamente in 24"68 e in 55"10).
Tra il 2024 e il 2025 ha conquistato inoltre cinque argenti e un bronzo ai mondiali in vasca lunga.

## Palmarès
- Giochi olimpici

Parigi 2024: argento nella 4x100m misti.
- Mondiali

Doha 2024: argento nella 4x100m sl, nella 4x100m sl mista e nella 4x100m misti mista.
Singapore 2025: argento nei 50m farfalla e nella 4x100m misti, bronzo nei 100m farfalla.
- Mondiali in vasca corta

Melbourne 2022: argento nella 4x50m sl e nella 4x100m misti.
Budapest 2024: argento nella 4x100m sl, bronzo nei 50m farfalla e nei 100m farfalla.
- Giochi del Commonwealth

Birmingham 2022: oro nella 4x100m misti mista.